# Beaucarnea recurvata
Beaucarnea recurvata, có tên tiếng Việt là cây chân voi, Lan bình rượu, hay Náng đế là một loài thực vật có hoa trong họ Măng tây. Loài này được Lem. mô tả khoa học đầu tiên năm 1861.

## Chăm sóc
Ở vùng ôn đới B. recurvata thường được trồng như cây kiểng trong nhà tuy cây này có thể chịu lạnh đến -5 °C (23 °F), miễn là hanh khô và không quá lâu để sau đó có nắng ấm. Tuyết giá sẽ giết cây. B. recurvata cần đất ráo để mọc; cây rất dễ úng nước nếu quá ẩm và sẽ bị rệp son phá hoại.
Khi thay chậu thì cây dễ bị hư hại nếu rễ bị cắt. Để duy trì hình dạng tự nhiên phải tránh cắt tỉa chỏm lá. Cây mọc rất chậm nhưng chịu được hạn. Đặc biệt nhất là gốc cây phình to, nên có nơi gọi cây này là cây "chân voi".
Hội làm vườn Hoàng gia đã trao giải Garden Merit cho cây này vì tính đặc hữu của cây, thích hợp với người chơi cây kiểng.

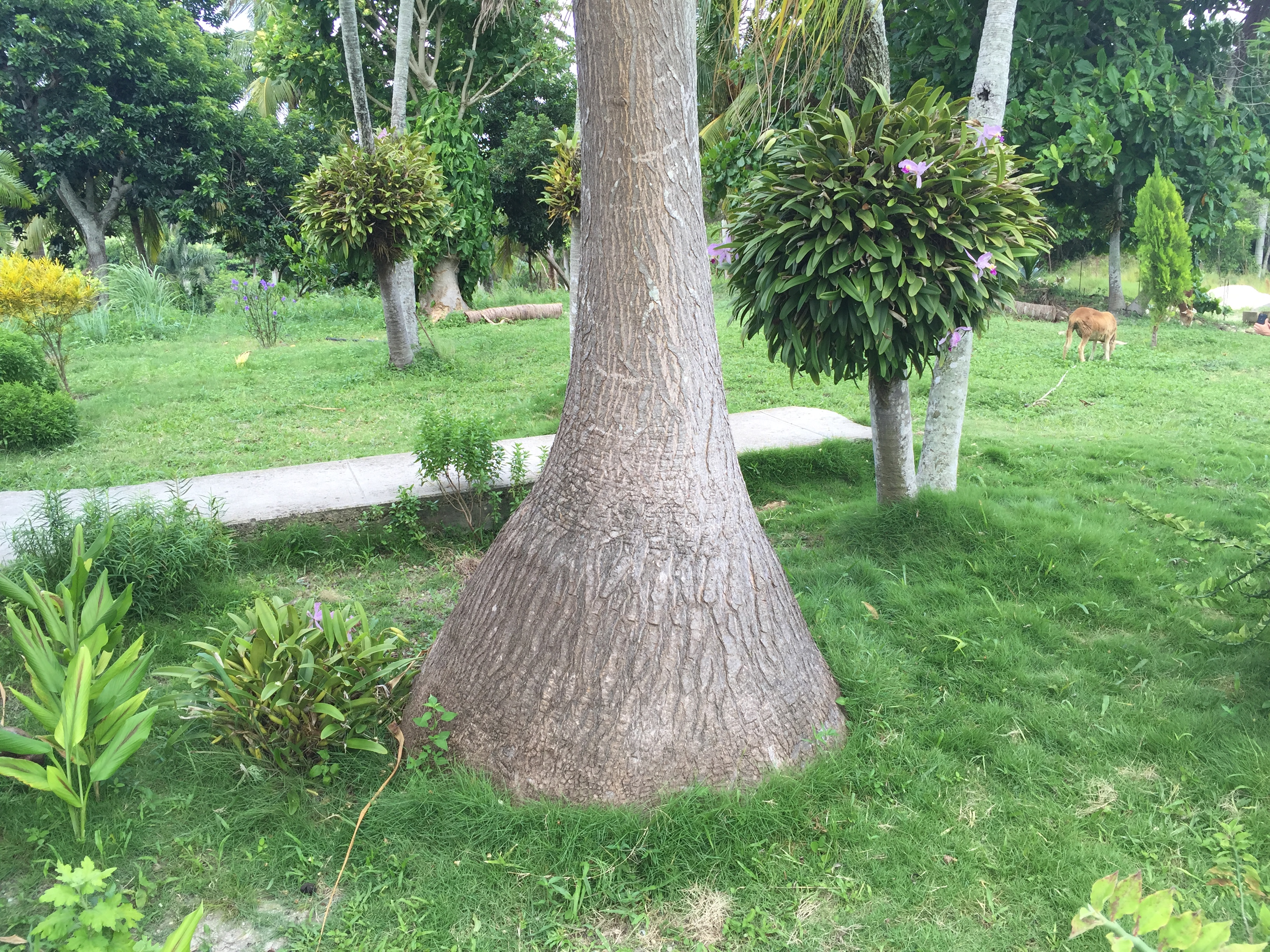
Gốc cây B. recurvata phình to. Hình chụp tại Artemisa, Cuba

## Hình ảnh

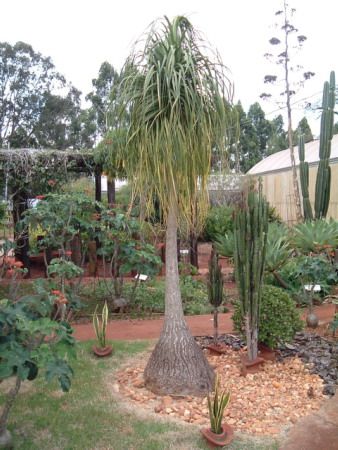
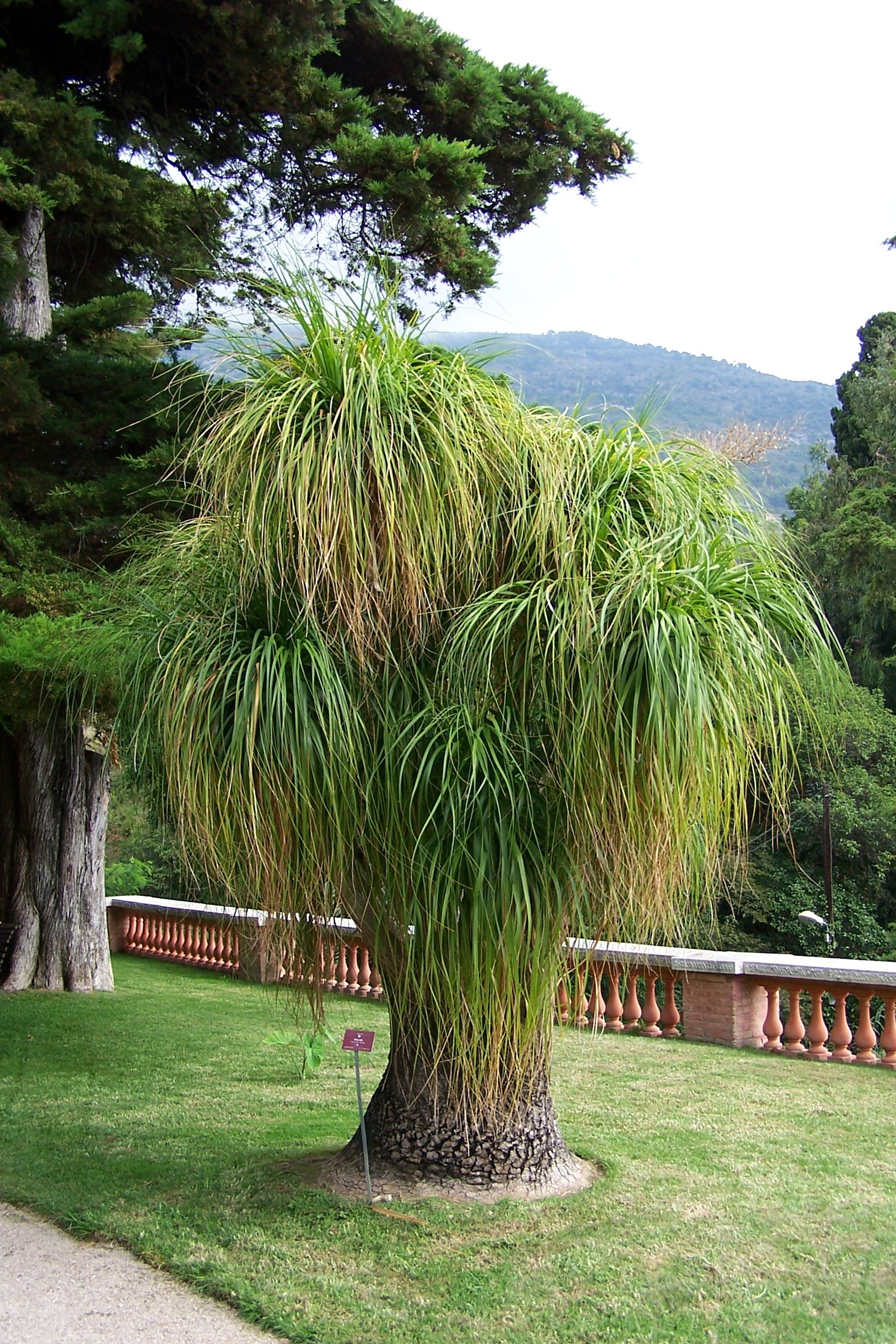
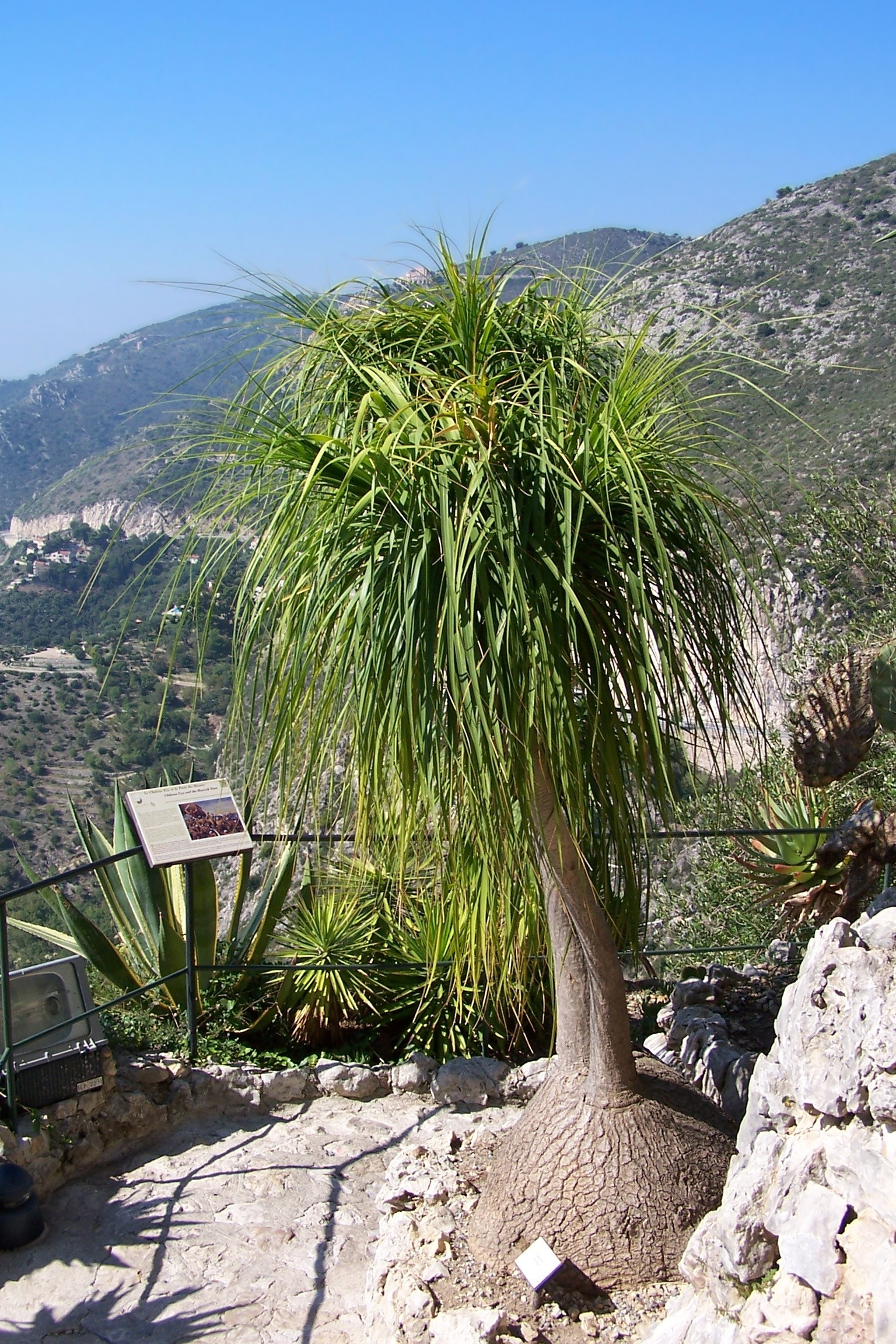
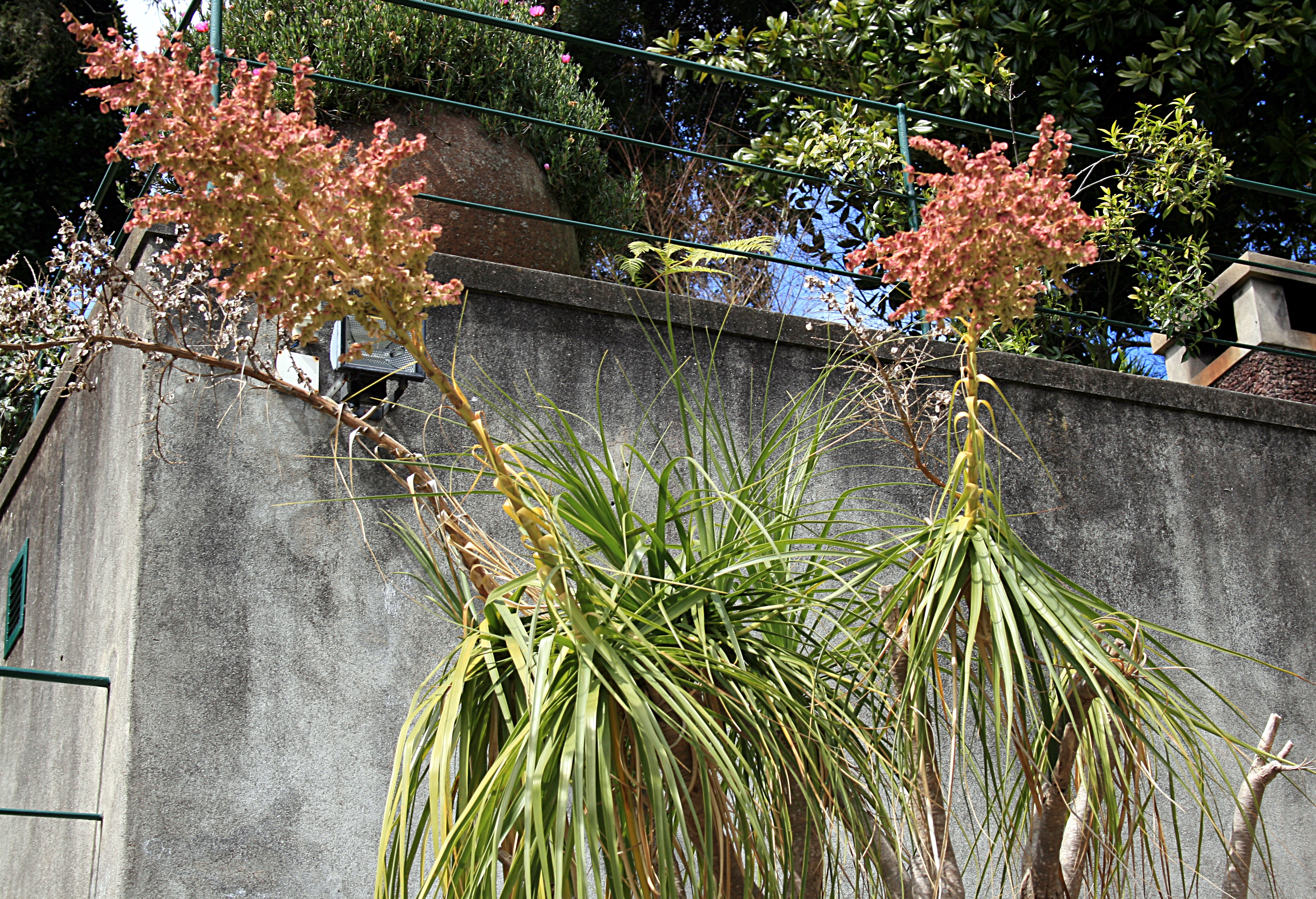
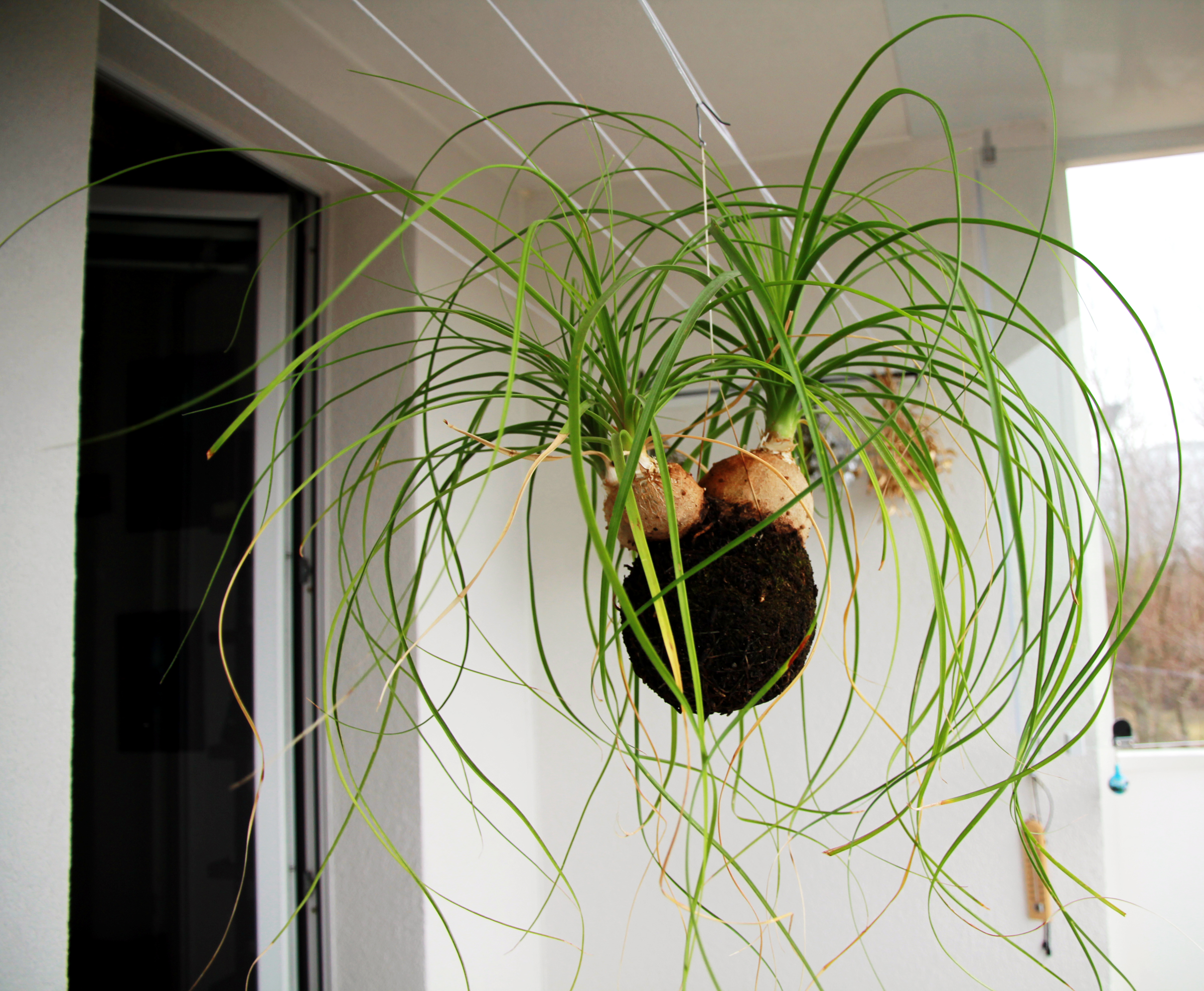